# Bufillo Brancaccio
Bufillo Brancaccio, später (in Frankreich) Bufile de Brancas († kurz nach 15. Januar 1416) war ein italienisch-französischer Adliger an der Wende vom 14. zum 15. Jahrhundert. Er entstammte der neapolitanischen Familie Brancaccio und wurde der Stammvater der provenzalischen Familie Brancas, deren Angehörige es zum Duc de Villars und Pair de France brachten.

## Leben
Bufillo Brancaccio war der jüngste Sohn der neapolitanischen Patriziers Marino Brancaccio und von Giacoma d’Aversa. Seine älteren Brüder waren Francesco Brancaccio, genannt Fusco, Herr von Laviano und Trentola, und der Erzbischof und (ab 1378) Kardinal Niccolò Brancaccio. Sie waren von mütterlicher Seite Verwandte von Papst Urban VI. (Bartolomeo Prignano).
Er war ebenfalls neapolitanischer Patrizier, zudem Graf von Agnana oder Agnano. Er wurde Generalkapitän der päpstlichen Armee und war 1376 Scharfrichter in den Abruzzen.
Nachdem Robert von Genf im September 1378 zum Gegenpapst (Clemens VII.) gegen Urban VI. gewählt worden war, ernannte er im Dezember Niccolò Brancaccio zum Kardinal. Im Jahr darauf übersiedelten Clemens VII. und mit ihm Kardinal Brancaccio nach Avignon, Bufillo Brancaccio folgte ihnen vermutlich ein Jahr später, er wurde hier nun Bufile de Brancas genannt. Er trat in den Dienst des Papstes und des Herzogs von Anjou, am 15. August 1382 war er Kammerherr des Herzogs, der auch Graf der Provence war; er erwarb hier die Herrschaften d’Oyse und Villosc.
Für Verdienste um den Johanniterordens auf Rhodos erhielt Brancaccio vom Großmeister die Insel Nisaro (heute Nisyros) südlich von Kos im Dodekanes als souveränes Fürstentum, was Papst Clemens VII. am 31. Januar 1391 mit einer Bulle bestätigte, mit der er ihn auch zum Marschall des Römischen Hofes ernannte. Um welche Verdienst es sich handelt und wann er sie erbrachte, ist nicht bekannt.
In seiner Heimat unterstützte Bufillo Brancaccio den Thronprätendenten Ludwig II. von Anjou in dessen Kampf, den dieser ab 1390 um die Krone Neapels gegen dessen Verwandten Ladislaus führte. Ludwig gelang es, kurzzeitig die Hauptstadt Neapel einzunehmen, verlor sie aber 1399 wieder und endgültig an Ladislaus. Zwar hatte Papst Bonifatius IX. (1389–1404) Bufillo Brancaccio zum erblichen Marschall der römischen Kirche in der Mark Ancona, doch musste er Süditalien nun verlassen, er folgte Ludwig von Anjou nach Frankreich.
Am 15. Januar 1416 machte er in Avignon sein Testament und starb kurze Zeit später. Er wurde in der Kapelle, die sein Bruder, der Kardinal, in der Dominikanerkirche in Avignon hatte bauen lassen, bestattet.

## Familie
Bufillo Brancaccio heiratete noch in Neapel Marietta de Amorosis, die ihn überlebte. Sechs Kinder des Ehepaares sind bekannt:
- Pierre-Nicolas de Brancas, Apostolischer Protonotar, Archidiakon von Autun und Limoges, Kardinal nach seinem Onkel, Erzbischof von Cosenza, bestattet in Avignon[6]
- Barthélemy de Brancas, Seigneur d’Oyse, testiert Cavaillon 23. Oktober 1450, bestattet in der Dominikanerkirche in Avignon in der von seiner Familie gestifteten Grabkapelle; ⚭ (1) 1416 Ricarda del Carretto, Tochter von Lanzarino II. del Carretto, Marchese di Finale (Ligurien), und Catarina de Savona; ⚭ (2) Isabella von Saluzzo, stiftete 1471 als Witwe die Kapelle Notre-Dame-de-Pitié in der Kirche Saint-Pierre in Avignon
- Jean de Brancas, Seigneur de Villosc; ⚭ (Ehevertrag 5. Februar 1419) Clémence d’Agoult, Tochter von Raymond d’Agoult, Seigneur de Mison, und Louise de Glandèves
- Catherine de Brancas, Nonne im Dominikanerkloster Sainte-Praxède in Avignon
- Catherine de Brancas; ⚭ Gurello di Nicola Brancaccio, neapolitanischer Patrizier, ein Verwandter aus dem Königreich Neapel
- Angélique de Brancas; ⚭ 12. Februar 1407 Raymond de Forcalquier, Baron de Céreste

Darüber hinaus hatte er eine uneheliche Tochter, Alisette de Brancas (* 1396, † 1454/76 Avignon). Sie heiratete Luigi de’ Pazzi (auch Aghinolfi genannt), einen Bürger von Avignon.

### Weblink
- Libro d’Oro della Nobilità Mediterranea – de Brancas – Duchi di Villars e Pari di Francia (online, ohne Quellenangaben, abgerufen am 10. Januar 2020)